# Montse Alvarado
Maria Montserrat „Montse“ Alvarado (* in Mexiko-Stadt) ist eine mexikanisch-US-amerikanische Journalistin und Moderatorin beim römisch-katholisch orientierten Sender EWTN.

## Leben
Maria Montserrat „Montse“ Alvarado wurde in Mexiko-Stadt geboren und hat einen Bachelor der Florida International University in Politikwissenschaften und einen Master der George Washington University.
Alvarado wurde 2008 US-amerikanische Staatsbürgerin und begann dann 2009 für Becket Fund, eine Organisation, die sich für Religionsfreiheit in den USA einsetzt, zu arbeiten. Insgesamt war sie über 14 Jahren für den Becket Fund tätig. In diesen Jahren stieg sie bis zu dessen Leiterin auf. Das Wall Street Journal nannte sie eine „Verteidigerin aller Religionen“. Sie begann dann für EWTN zu arbeiten und war die erste Moderatorin von EWTN News In Depth, die im März 2021 startete. Während ihrer Arbeit führte sie zahlreiche Interviews durch, so mit Ron DeSantis.
Zum 6. März 2023 wurde sie zur Präsidentin und COO von EWTN News Inc. ernannt. In dieser Funktion leitet sie die Nachrichtenprogramme des Senders in den verschiedenen Sprachen, wozu Englisch, Deutsch, Spanisch, Französisch, Portugiesisch, Arabisch und Italienisch gehören.
Sie ist Mitglied verschiedener Beiräte, so des Rates der Ordensoberinnen (CMSWR), des GIVEN-Instituts und des Catholic Information Center. Sie war Mitglied der Montgomery County Commission for Women in Maryland und des Vorstands des Patients’ Rights Action Fund, einer Organisation, die sich gegen die Legalisierung von assistiertem Suizid einsetzt. Alvarado ist darüber hinaus Beraterin des Komitees für Religionsfreiheit der US-amerikanischen Bischofskonferenz.
Sie spricht fließend Englisch, Spanisch und Französisch. Sie ist gläubige Katholikin. Im Jahr 2024 wurde sie von der University of Mary als erste Person mit der Lumen Gentium Medal ausgezeichnet.